# Townland

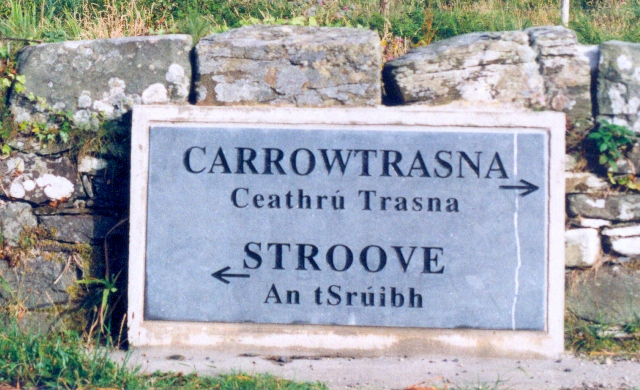
Placa que indica la frontera entre dos townlands, en inglés y irlandés.

Una townland (en irlandés: baile fearainn; en escocés: toonlann) es una pequeña unidad geográfica de tierra usada en Irlanda e Irlanda del Norte. 
De origen celta, esta división predata la invasión cambro-normanda de Irlanda, por lo que la mayoría de las townlands tienen nombres gaélicos, pero los de algunas derivan de señoríos y divisiones de colonizaciones hibero-normandas, otras más siendo creaciones tardías de la agencia cartográfica nacional.
Hasta el siglo XIX, la mayoría de las townlands eran propiedad de un solo señor, ocupada por múltiples inquilinos. Se cobraban impuestos de propiedad iguales de todas las townland, independientemente de la productividad o el tamaño, de modo que los ocupantes de terrenos más pequeños o menos fértiles eran excesivamente onerados. Esto, sin embargo, fue alterado durante las reformas de Griffith en 1868.